# یونیس نیوتن فوت
یونیس نیوتن فوت (انگلیسی: Eunice Newton Foote؛ ۱۷ ژوئیهٔ ۱۸۱۹ – ۳۰ سپتامبر ۱۸۸۸) دانشمند زن آمریکایی، مخترع و یکی از فعالان حقوق زنان بود. او نخستین دانشمندی بود که دریافتْ گازهای خاصی در معرض نور خورشید گرم می‌شوند و افزایش سطح گاز کربن دی‌اکسید دمای اتمسفری را تغییر می‌دهد که این موضوع می‌تواند بر آب‌وهوا تأثیر بگذارد. او در ایالت کنتیکت به دنیا آمد و در ایالت نیویورک بزرگ شد. در آن دوره، نیویورک کانون شکل‌گیری جنبش‌های سیاسی و اجتماعی همچون لغو برده‌داری، اعتدال‌گرایی و حقوق زنان بود. او از هفده سالگی تا نوزده سالگی در مدرسهٔ علمیهٔ تروی فیمیل و مدرسهٔ رنسلیر تحصیل کرد.

## دوران کودکی و تحصیل

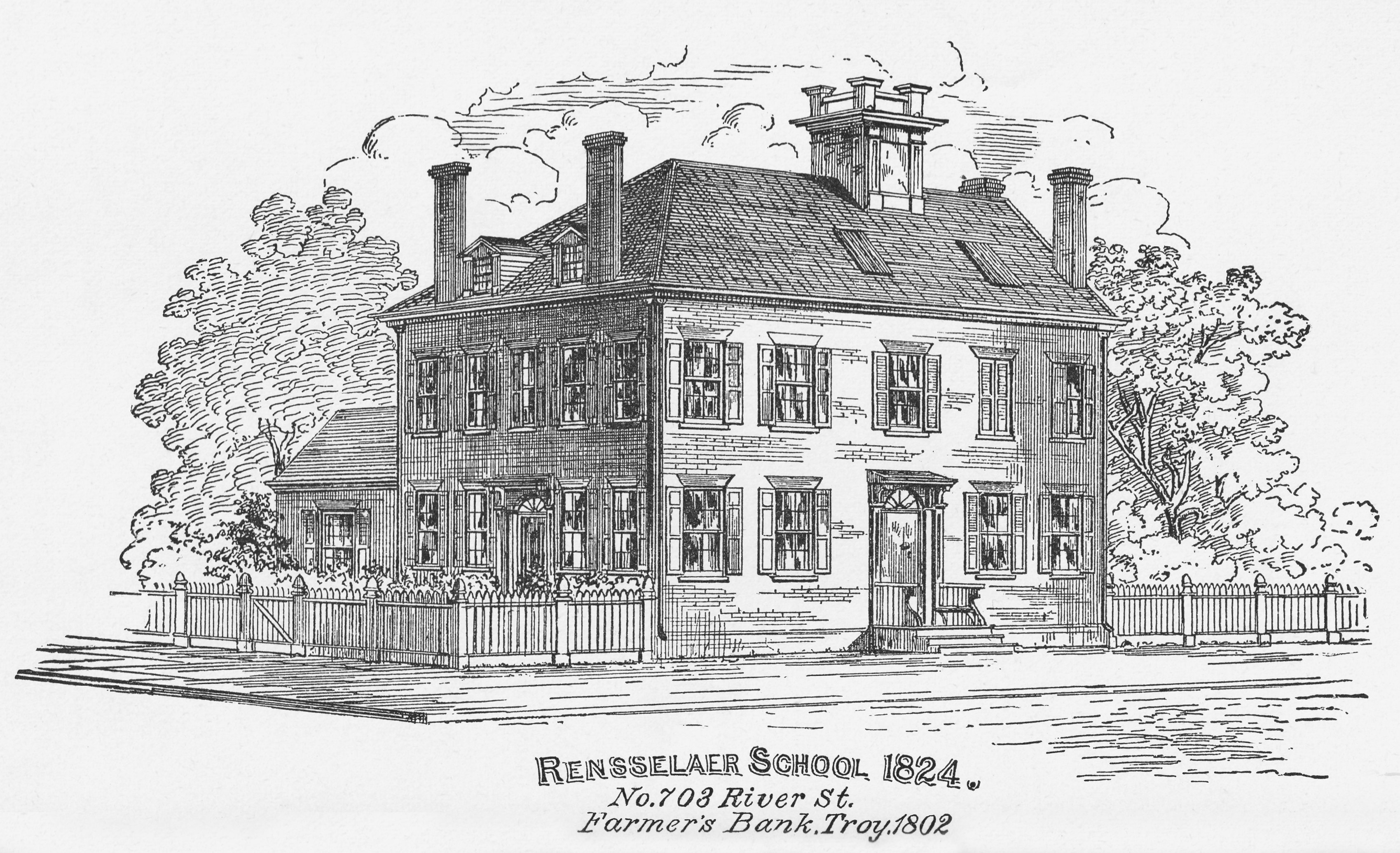
تصویر مربوط

یونیس نیوتن در ۱۷ ژوئیهٔ ۱۸۱۹، در گوشن، کنتیکت، از مادری به نام تیرزا و پدری به نام آیزاک نیوتن جونیور زاده شد. در سال ۱۸۲۰، خانوادهٔ نیوتن به شهرستان اونتاریو در شرق ایالت نیویورک نقل‌مکان کردند. پدرش در ایست بلومفیلد کشاورز و کارآفرین بود و ثروت اندوخت اما در پی سفته‌بازی ثروتش را از دست داد. آیزاک از بستگان دور آیزاک نیوتن، دانشمند، بود. یونیس شش خواهر و پنج برادر داشت. با این حال، بزرگ‌ترین خواهر در دو سالگی درگذشت. پدرش در سال ۱۸۳۵ درگذشت و پنجمین فرزند، دختری به نام آماندا این مسئولیت را بر عهده گرفت تا بدهی اموال را حل‌وفصل کند و مالک انحصاری شود تا مزرعهٔ خانوادگی به فروش نرسد. منطقه‌ای از نیویورک که یونیس در آنجا بزرگ شد و بیشتر عمر خودش را گذراند، کانون فعالیت‌های اجتماعی آن دوران بود. او شاهد جنبش‌ها و فعالیت‌هایی همچون لغو برده‌داری، اصلاحات لباس زنان عصر ویکتوریا، اعتدال‌گرایی و حق رأی زنان بود.
نیوتن در مدرسهٔ علمیهٔ تروی فیمیل، یکی از پیش‌دانشگاهی‌های پیشرو مختص بانوان که مؤسس آن اما ویلارد بود، تحصیل کرد. دانش‌آموزان این مدرسه برای شرکت در دوره‌های علمی تشویق می‌شدند تا در مدرسهٔ مجاور به نام رنسلیر حضور یابند. ریاست مدرسهٔ رنسلیر بر عهدهٔ آموس ایتون، یکی از مدرسان ارشد و حامی تحصیل زنان بود. ایتون به‌جای به‌کارگیری روش یادسپاری طوطی‌وار، از روش‌های ابتکاری شامل ارائه‌های نظریهٔ علمی همراه با آزمایش‌های عملی در آزمایشگاه‌ها استفاده می‌کرد. نیوتن بین سال‌های ۱۸۳۶ و ۱۸۳۸ در این دو مدرسه تحصیل کرد.
در طول دورهٔ تحصیل نیوتن، آلمیرا هارت لینکلن فلپس، دستیار مدیر مدرسهٔ علمیه و خواهر ویلارد بود که برنامه‌های درسی این مدرسه را تهیه می‌کرد و کتاب‌های درسی را برای دانش‌آموزان می‌نوشت. به دانش‌آموزان این مدرسه اجازه داده می‌شد تا پیش از جلسهٔ هفتگی برای ارزیابی شکاف‌های اخلاقی خود، نمراتشان را به چالش بکشند. آن‌ها به‌جای برنامه‌های درسی تکمیلی مدارس معمولی که به دختران ارائه می‌شد، رقص، تاریخ، زبان (انگلیسی، فرانسوی، ایتالیایی، لاتین)، ادبیات، ریاضیات (عمومی، جبر، هندسه)، موسیقی، نقاشی، فلسفه، بلاغت و علم (گیاه‌شناسی، علم خانه) می‌آموختند. در مدرسه رنسلیر، نیوتن نحوهٔ انجام تحقیقات و همچنین آزمایش‌های مختص آزمایشگاه را آموخت. دخترانی که در این مدرسه تحصیل می‌کردند، می‌توانستند اخترشناسی، شیمی، جغرافی، هواشناسی و فلسفهٔ طبیعی نیز بیاموزند.

## ازدواج و زندگی خانوادگی
در ۱۲ اوت ۱۸۴۱، در بلومفیلد شرقی، نیوتن با الیشا فوت جونیور (۱۸۰۹–۱۸۸۳) که وکیل بود، ازدواج کرد. فوت در جانزتاون، زیر نظر قاضی دانیل کدی، پدر الیزابت کدی استانتون، فعال حقوق زنان، آموزش دیده بود. الیشا در سال ۱۸۴۴، خانه‌ای را طی مزایده خریداری کرد که خانوادهٔ استانتون در سال ۱۸۴۷ به آنجا نقل‌مکان کردند. فوت یک سال پس از خرید، خانه را به دانیل کدی سپرد که وی هم به نوبهٔ خود، آن را در سال ۱۸۴۶ به دخترش، الیزابت داد. آرمینا لئونارد، نویسنده، یونیس را نقاشی چیره‌دست توصیف کرد که در عین حال، به‌عنوان دانشمند و مخترع آماتور نیز شناخته می‌شد.

## واژه‌نامه
1. ↑  Goshen, Connecticut
2. ↑  Thirza
3. ↑  Isaac Newton, Jr.
4. ↑  East Bloomfield
5. ↑  Amanda
6. ↑  Victorian dress reform
7. ↑  Troy Female Seminary
8. ↑  Amos Eaton
9. ↑  Almira Hart Lincoln Phelps